# أسبروس (كيلكيس)
أسبروس (Άσπρος) هي مدينة في كيلكيس في مقاطعة فوريا إلادا في اليونان. يبلغ عدد سكانها حوالي 799   نسمة.